# Sviny (okres Tábor)
Sviny (německy Schweinitz) jsou obec v okrese Tábor v Jihočeském kraji. Žije v ní 334 obyvatel.

## Historie
První písemná zmínka o obci pochází z roku 1379.
Sviny patří svým charakterem k typu "blatských vesnic", kde se střídá obytný dům s patrovým špýcharem. Obec je charakteristická velkou prostornou návsí, oživenou dvěma rybníky a bohatou zelení lipových a březových parků. Uprostřed návsi stojí kostelíček z roku 1896, který byl po sto letech znovu zrekonstruován do dnešní krásné podoby. Obnovily se zde i pravidelné mše. Centrem veškerého kulturního dění je obecní hostinec, v jehož patře sídlí obecní úřad. Budova obecní školy, postavená v roce 1882, slouží po rekonstrukci mateřské škole, v přízemí je obchod se smíšeným zbožím.
Zástavbu tvoří převážně velké zemědělské statky, ale i hodně rodinných domků. Památkově chráněny jsou již jen jednotlivé objekty ve stylu selského baroka - jedná se o špejchary čp. 7 a čp. 14 a čp. 13.
Obec za poslední léta značně změnila svou tvář. Vedle již tří jmenovaných dominantních statků, které se lesknou v novém kabátě, jsou zde nové komunikace, kterými se může pochlubit málokterá ves.

## Obyvatelstvo
| Rok            | 1869 | 1880 | 1890 | 1900 | 1910 | 1921 | 1930 | 1950 | 1961 | 1970 | 1980 | 1991 | 2001 | 2011 | 2021 |
| -------------- | ---- | ---- | ---- | ---- | ---- | ---- | ---- | ---- | ---- | ---- | ---- | ---- | ---- | ---- | ---- |
| Počet obyvatel | 527  | 543  | 524  | 488  | 530  | 572  | 526  | 416  | 366  | 332  | 313  | 315  | 313  | 332  | 328  |
| Počet domů     | 73   | 76   | 75   | 75   | 81   | 83   | 91   | 99   | 90   | 84   | 86   | 111  | 114  | 125  | 132  |

## Obecní správa
Mezi lety 1850–1980 byly Sviny obcí v okrese Třeboň (1850–1930), posléze v okrese Soběslav (1950) a později v okrese Tábor. Od 1. července 1980 do 23. listopadu 1990 patřily jako část obce k Borkovicím a od 24. listopadu 1990 jsou opět samostatnou obcí.

### Části obce
- Kundratice
- Sviny

### Obecní symboly
Znak a vlajka byly obci uděleny rozhodnutím předsedy Poslanecké sněmovny Parlamentu České republiky dne 21. dubna 2020.

## Pamětihodnosti
- Kaple na návsi
- Venkovská usedlost čp. 13 , postavena roku 1844 - selské baroko
- Venkovské usedlosti čp. 7, 13 a 14

## Galerie

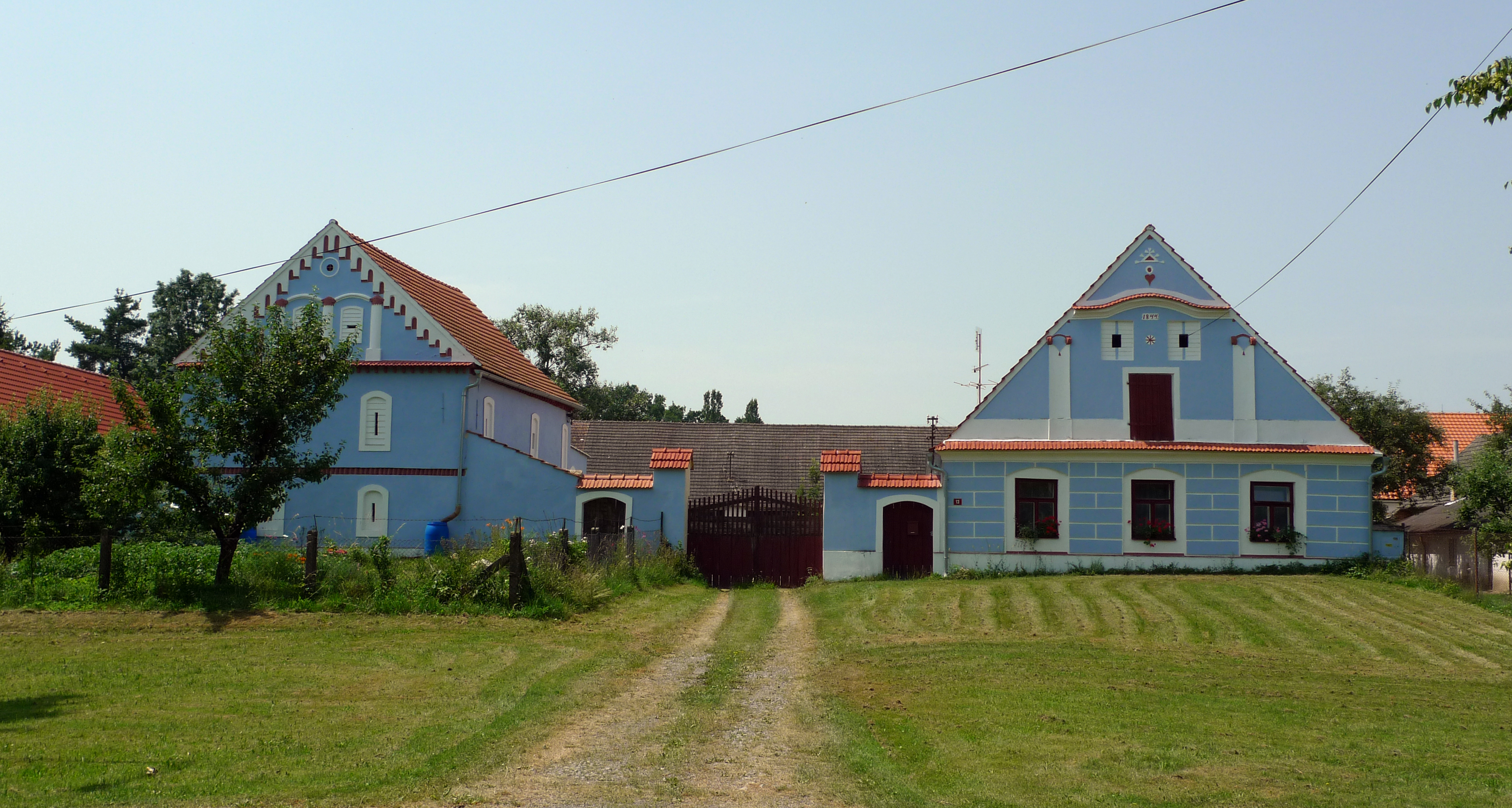
statek Sviny 13, postaven roku 1844
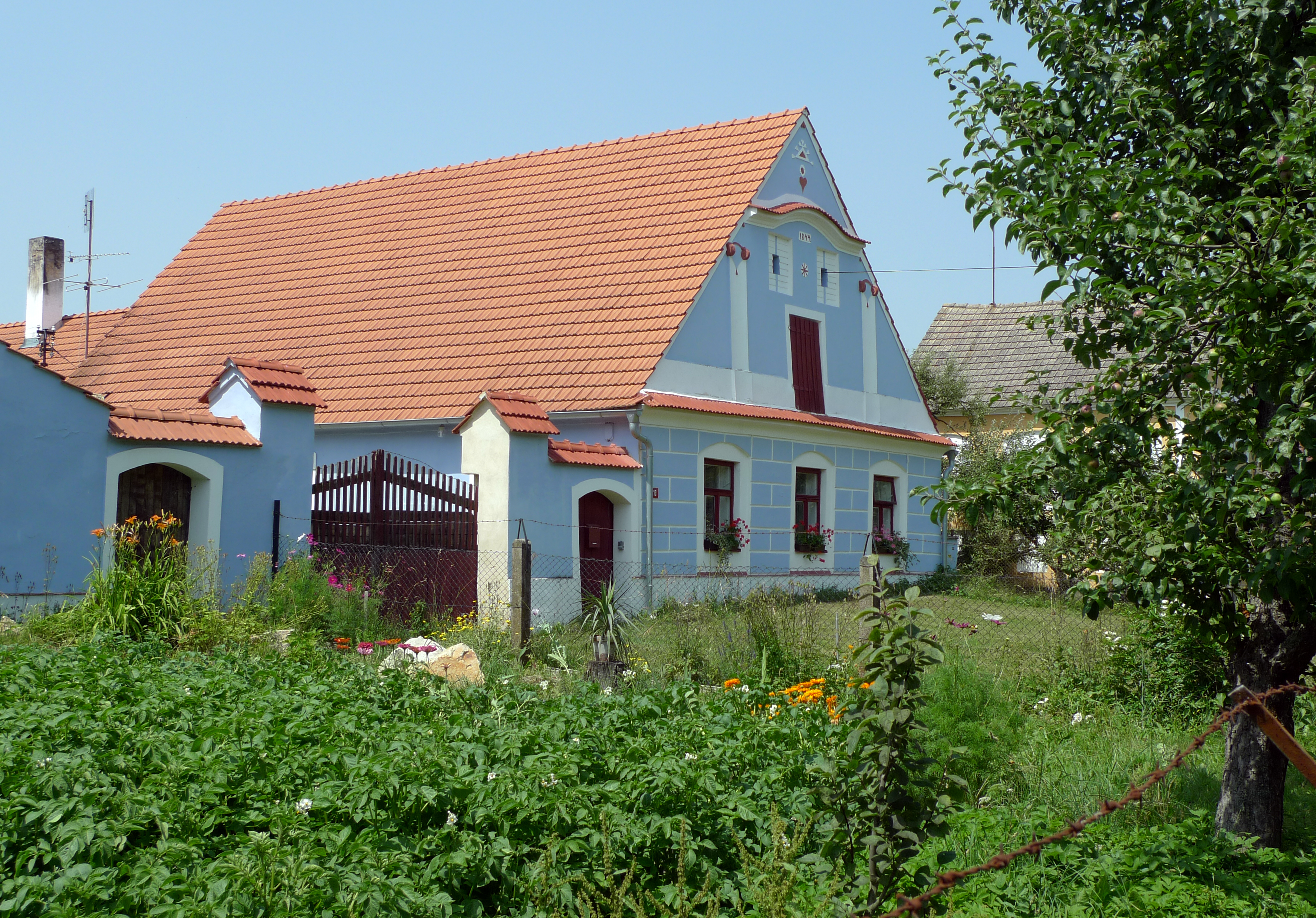
Sviny 13
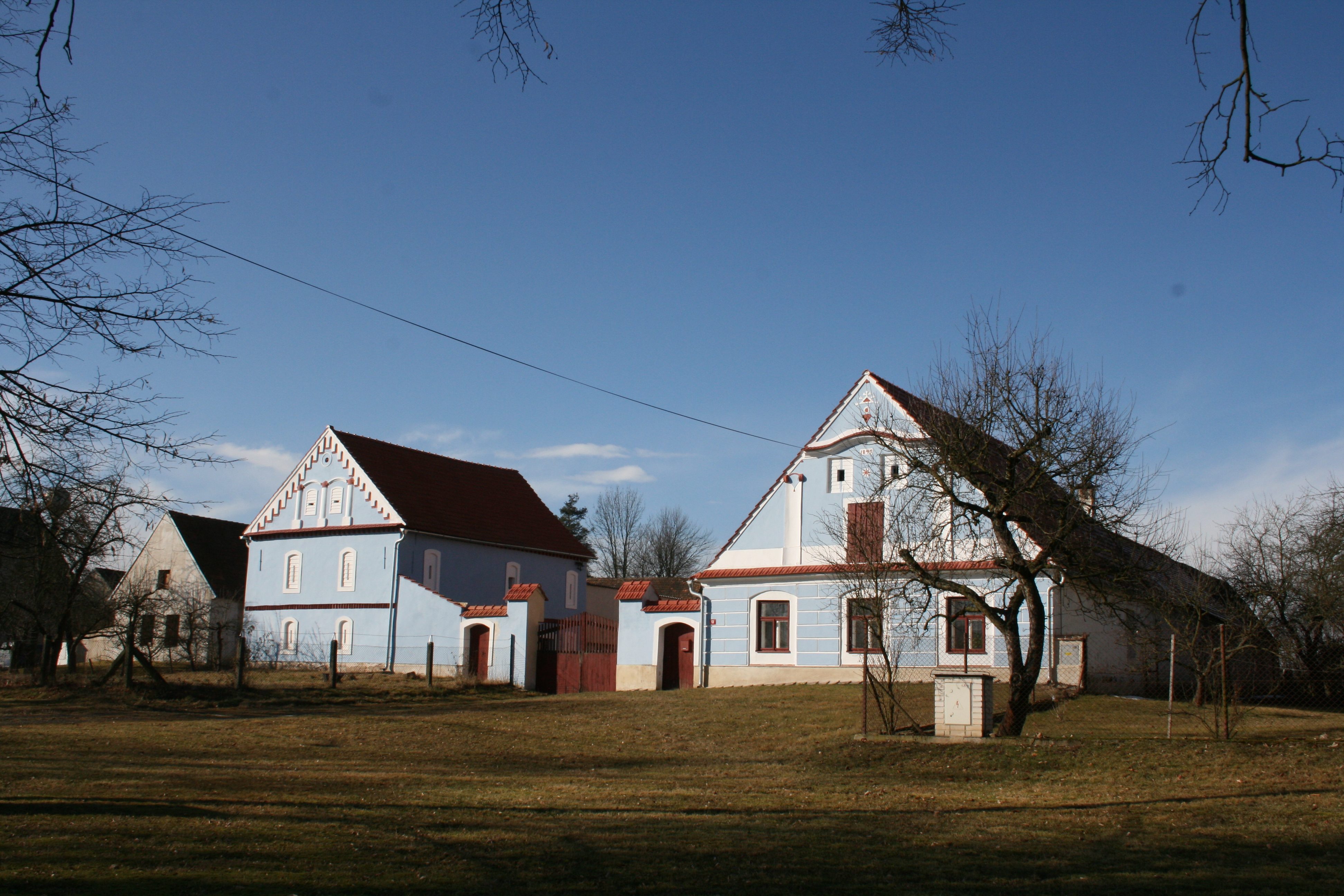
Sviny 13, statek postaven roku 1844, selské baroko
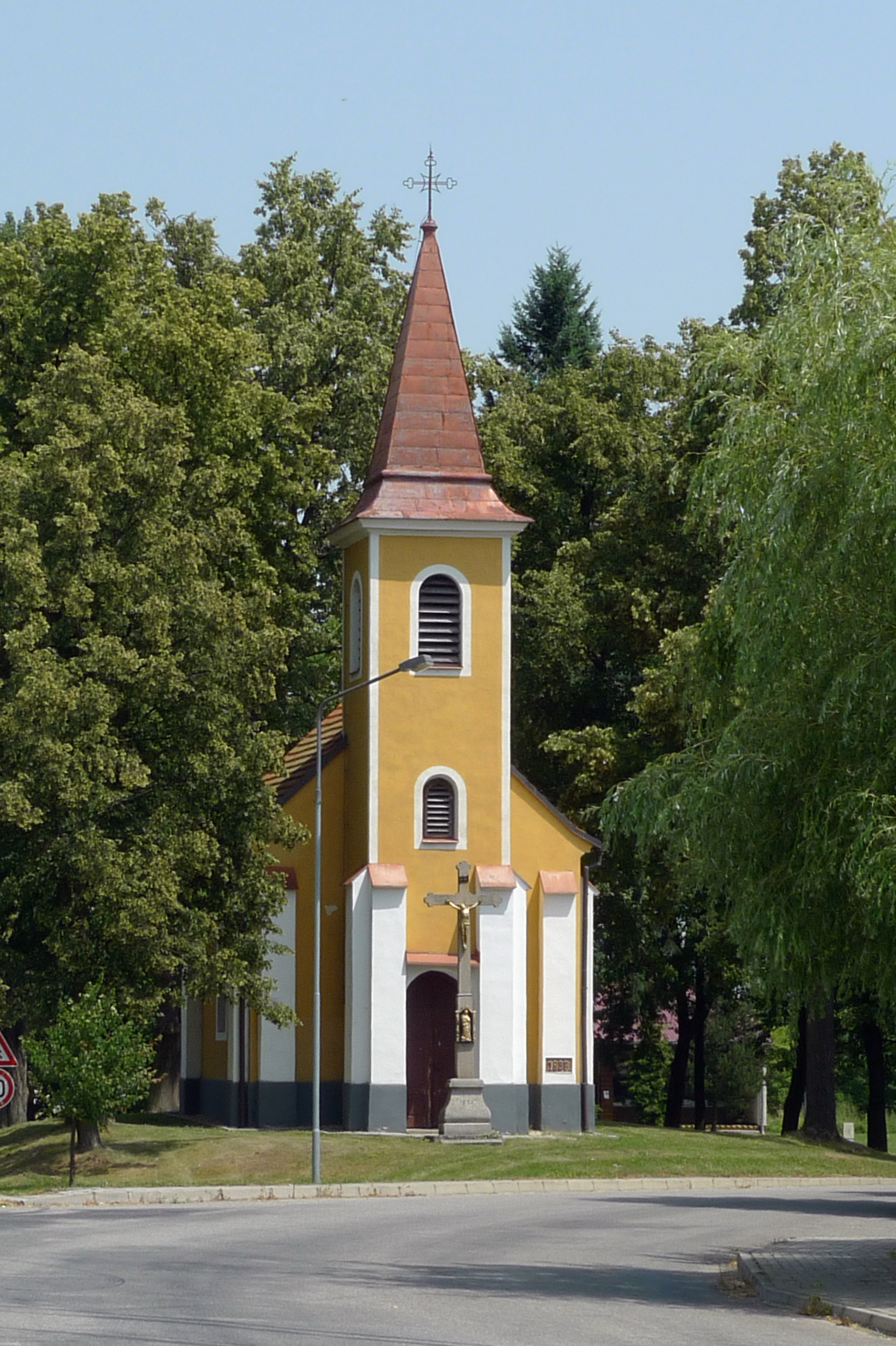
Kaple na návsi
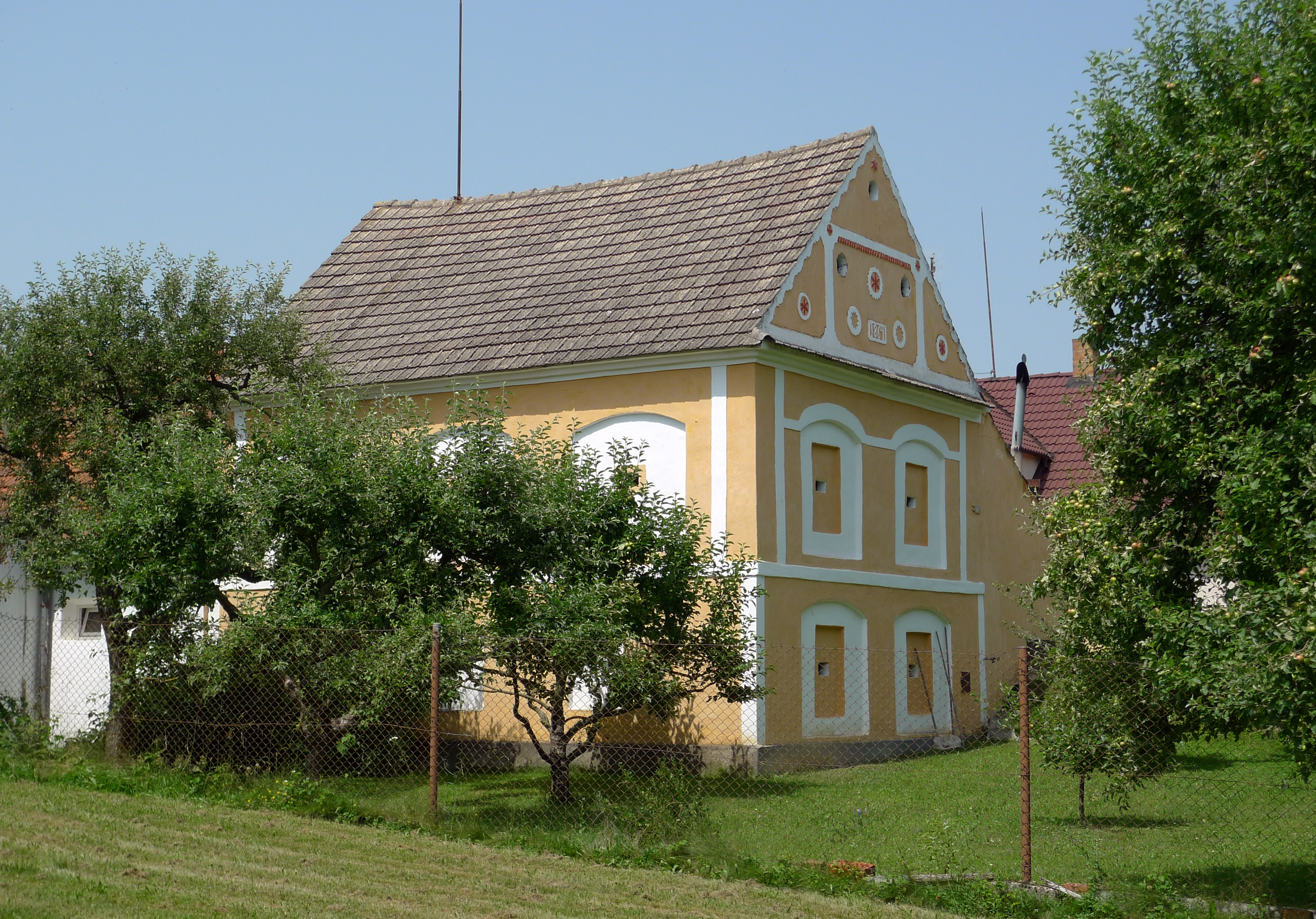
Špýchar usedlosti č. 17
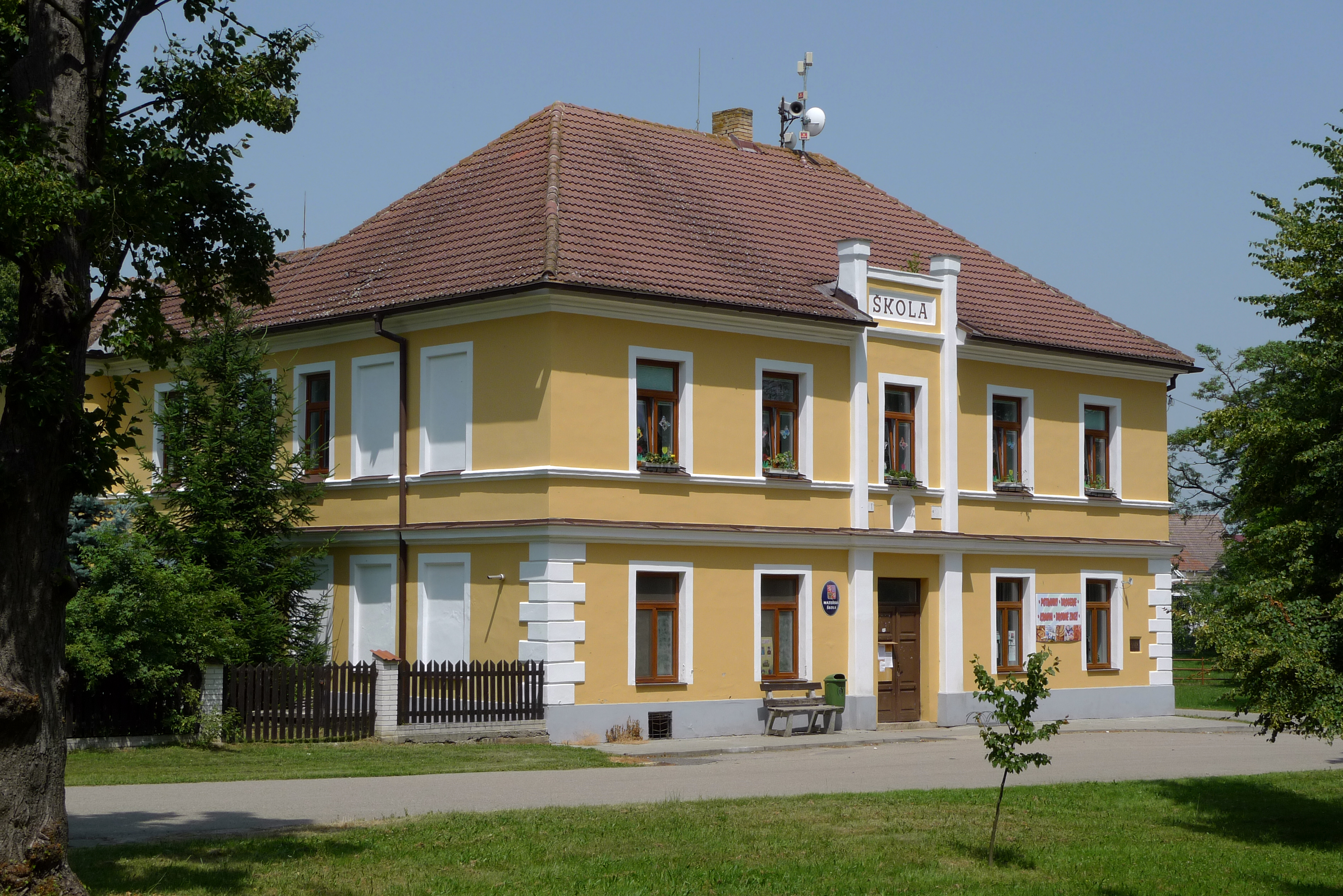
Škola
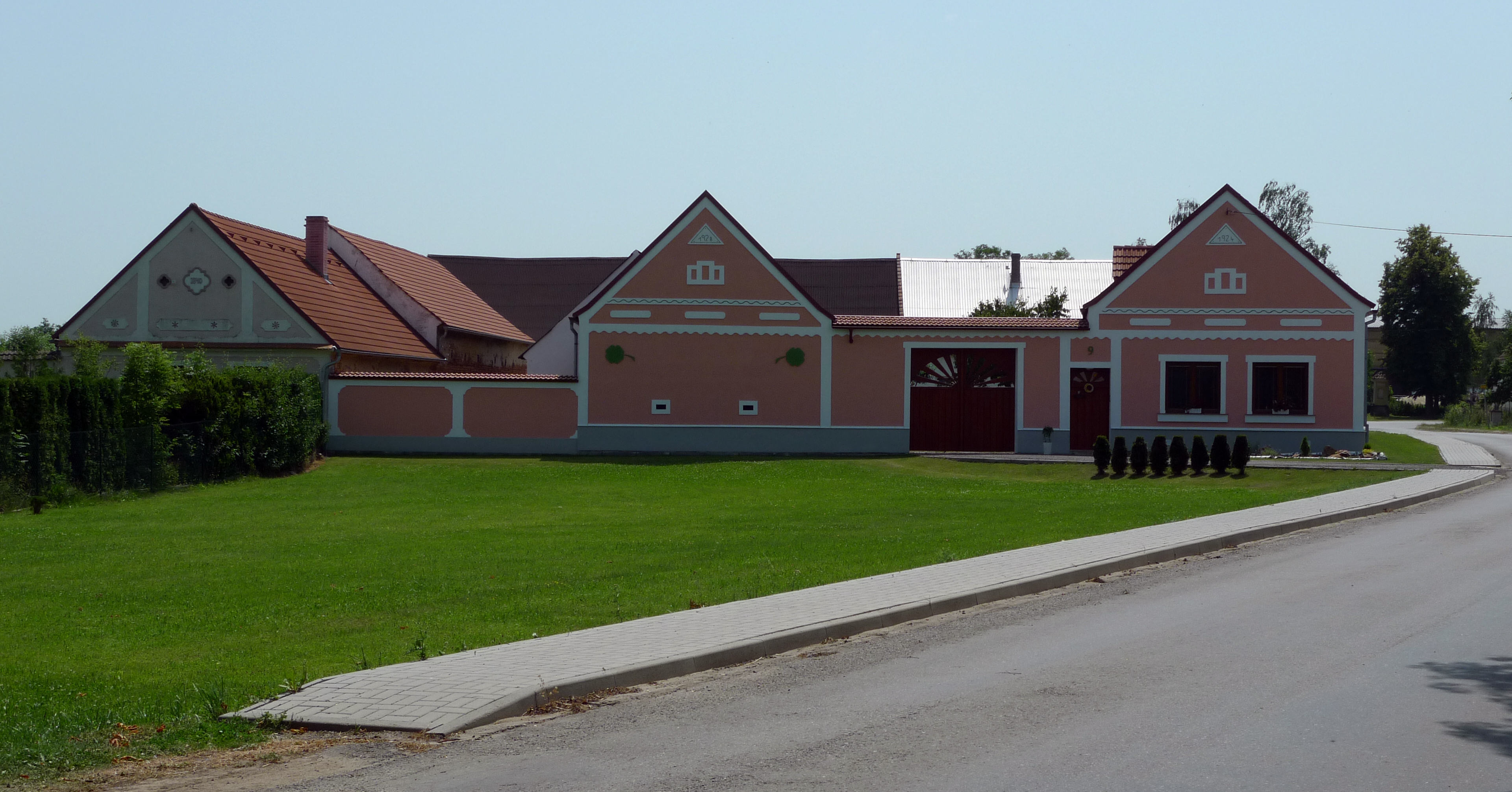
usedlost čp. 9
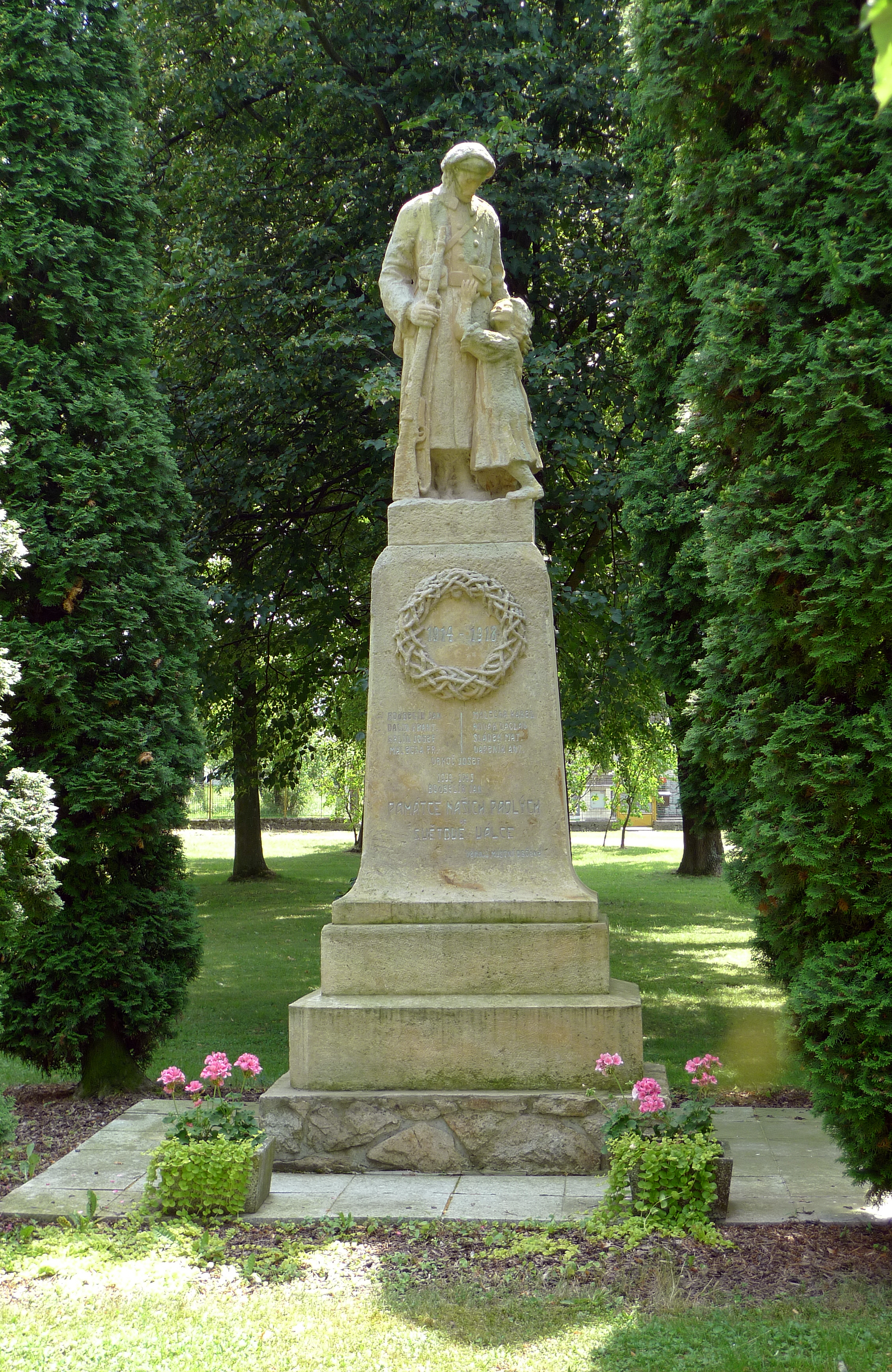
Pomník obětem první světové války